# Brita Olofsdotter
Brita Olofsdotter, död 1569, var en svensk kavalleriryttare i den svenska armén som tjänstgjorde i kriget i Livland. Hon kan räknas som det kanske äldsta historiskt bekräftade svenska exemplet på fenomenet om kvinnor som klär ut sig till män för att tjänstgöra i yrken reserverade för män i det gamla Europa; hon kan också räknas som Sveriges första kvinnliga soldat.      
Olofsdotter kom från Finland och var änka efter en Nils Simonsson. Hon klädde ut sig till man och tog värvning i armén under kriget i Livland, där hon tjänstgjorde i kavalleriet och stupade i strid. Johan III underrättade 16 juni 1569 Gabriel Christiensson om saken, gav order om en utredning, samt gav befallning om att hennes återstående sold skulle utbetalas till hennes anhöriga.